# Julius Nakszynski
Julius Ferdinand Nakszynski (* 5. Februar 1829 in Tilsit; † 1891) war ein deutscher Jurist. Von 1874 bis 1879 war er Erster Bürgermeister von Wilhelmshaven.

## Leben
Als Sohn eines Schneidermeisters studierte Nakszynski ab 1851 an der Albertus-Universität Königsberg Rechtswissenschaft. Im selben Jahr wurde er im Corps Littuania recipiert. Nach der Auskultatorausbildung am Appellationsgericht legte er 1858 das zweite juristische Examen ab. Die (1869 abgeschaffte) dritte Staatsprüfung 1863 absolvierte er nicht. Nach einer untergeordneten Position am Stadtgericht Berlin ging er zur Berliner Kommunalverwaltung. 1865 wurde er Bürgermeister von Angermünde. 1868 zog er ins brandenburgische Spremberg. Nach Einführung der Kommunalverfassung für Wilhelmshaven wurde er im Dezember 1873 vom Bürgervorsteherkollegium zum Ersten Bürgermeister der Stadt Wilhelmshaven gewählt. Wie in Spremberg gründete er eine Sparkasse. Divergierende Gemeindeinteressen vermochte er nicht auszugleichen. Sein schwieriger Charakter und Unregelmäßigkeiten in der Amtsführung führten zu gerichtlichen Auseinandersetzungen zwischen ihm und den Bürgervorstehern. Erst im Juli 1879 gelang es ihnen, ihn gegen eine Abfindung zu verabschieden. Nakszynski wurde Amtsanwalt in Bromberg, Provinz Posen.